# Melanophryniscus moreirae
Espèce
Synonymes
- Atelopus moreirae Miranda-Ribeiro, 1920
- Atelopus moreirae massarti Cochran, 1948

Statut de conservation UICN

 NT  : Quasi menacé
Melanophryniscus moreirae est une espèce d'amphibiens de la famille des Bufonidae.

## Répartition
Cette espèce est endémique du Sudeste du Brésil,. Elle se rencontre entre 1 800 et 2 400 m d'altitude dans la Serra da Mantiqueira :
- à Queluz dans l'État de São Paulo ;
- à Itamonte et à Aiuruoca dans le parc national d'Itatiaia au Minas Gerais ;
- à Itatiaia dans l'État de Rio de Janeiro.

L'attribution de spécimens de l'État du Pará était erronée.

## Étymologie
Cette espèce est nommée en l'honneur de Carlos Moreira (1869-1946).

## Publication originale
- Miranda-Ribeiro, 1920 : Os brachycephalideos do Museu Paulista (com tres especies novas). Revista do Museu Paulista, vol. 12, p. 307-315 (texte intégral).